# Bonnyrigg
Bonnyrigg es una localidad situada en el concejo de Midlothian, en Escocia (Reino Unido), con una población estimada a mediados de 2016 de 17 530 habitantes.
Se encuentra ubicada a poca distancia al sur del fiordo de Forth y de la ciudad de Edimburgo.